# 雷吉亚
41°53′31″N 12°29′12″E / 41.891967°N 12.486595°E
雷吉亚（Regia）是一座古罗马建筑，位于古罗马广场，最初是罗马国王的住所或至少是其主要总部，后来成为罗马大祭司的公署。它位于介于灶神庙、凯撒神庙和安托尼努斯和法乌斯提那神庙之间的三角形地块。 
现在雷吉亚只有地基遗迹尚存。如同元老院，它也被摧毁和重建了好几次。